# Košíkovský potok
Košíkovský potok je levostranný přítok Botiče v oblasti Chodova (městská část Praha 11) a Hostivaře (Praha 15). Je dlouhý 2,5 km. Jeho povodí zahrnuje 4,78 km².

## Průběh toku
Košíkovský potok pramení na sídlišti Jižní Město I severně od Chodovské tvrze. Odtud teče východním směrem podél severního okraje sídliště. V místech, kde protéká mezi Jižním Městem a sídlištěm Košík, jsou na něm vybudovány 2 retenční nádrže. Ty sice neslouží ve větší míře k rekreaci, ale vzhledem k blízkosti kompaktní zástavby Jižního Města jsou příjemným krajinotvorným prvkem.
Odtud teče Košíkovský potok mezi severním okrajem hostivařského lesoparku a kolonií rodinných domků Na Košíku. Po ní získal Košíkovský potok své jméno.

### Soutok
V oblasti přírodní památky Meandry Botiče asi 200 m pod hrází Hostivařské přehrady se vlévá do Botiče. Na své cestě nepřijímá Košíkovský potok žádný významnější přítok.

## Původní průběh toku
Košíkovský potok původně pramenil mnohem jižněji, přibližně v prostoru dnešní stanice metra Opatov. Odtud tekl severozápadním směrem tehdejším centrem vesnice Chodov. Napájel přitom několik rybníčků a původně i vodní příkop kolem Chodovské tvrze. Při výstavbě sídliště Jižní Město I byla tato část toku částečně zasypána a částečně svedena pod zem. Proto se dnes Košíkovský potok objevuje na povrchu až severně od Chodovské tvrze.

## Další fotografie

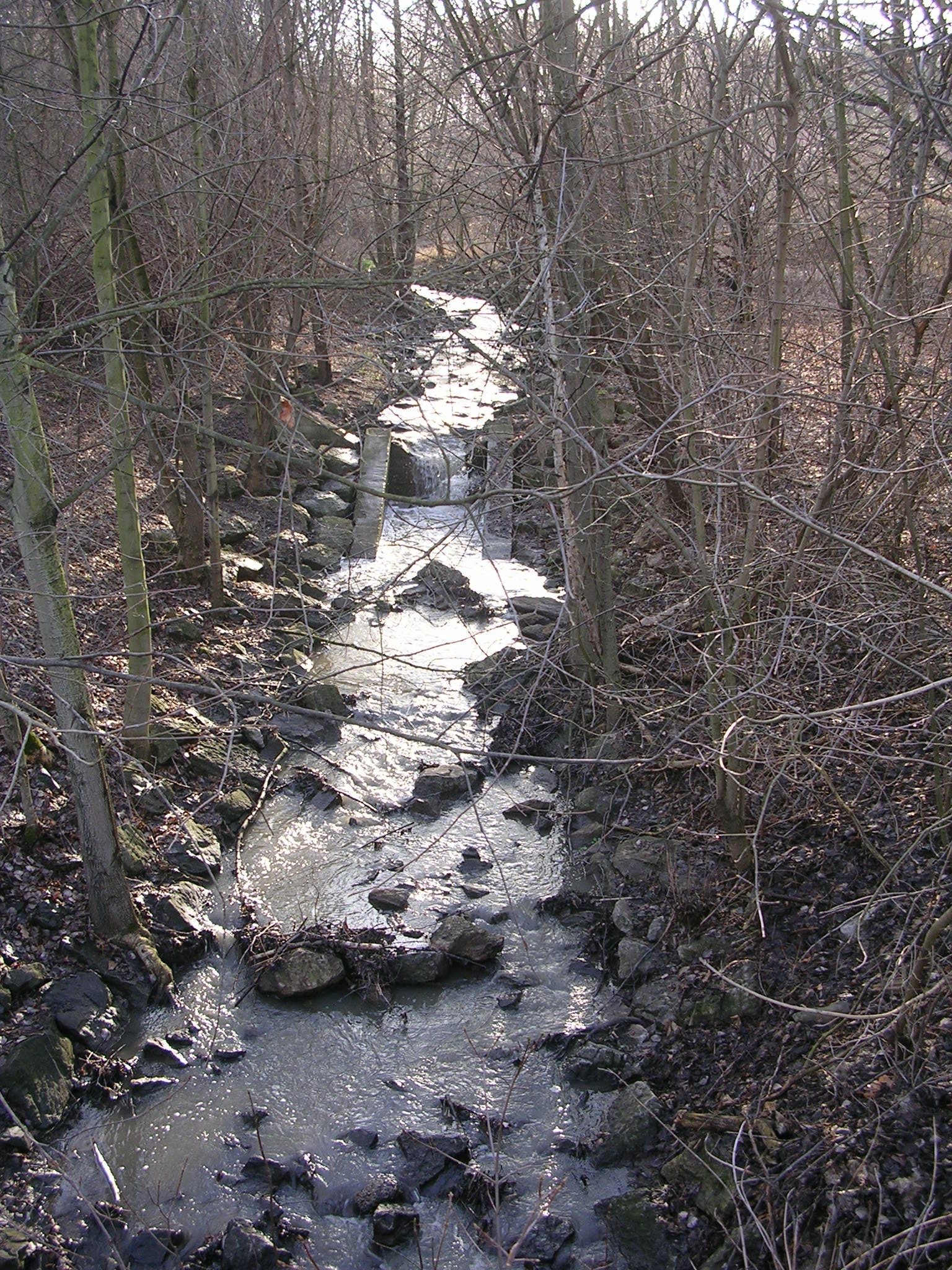
Košíkovský potok těsně před ústím do Botiče
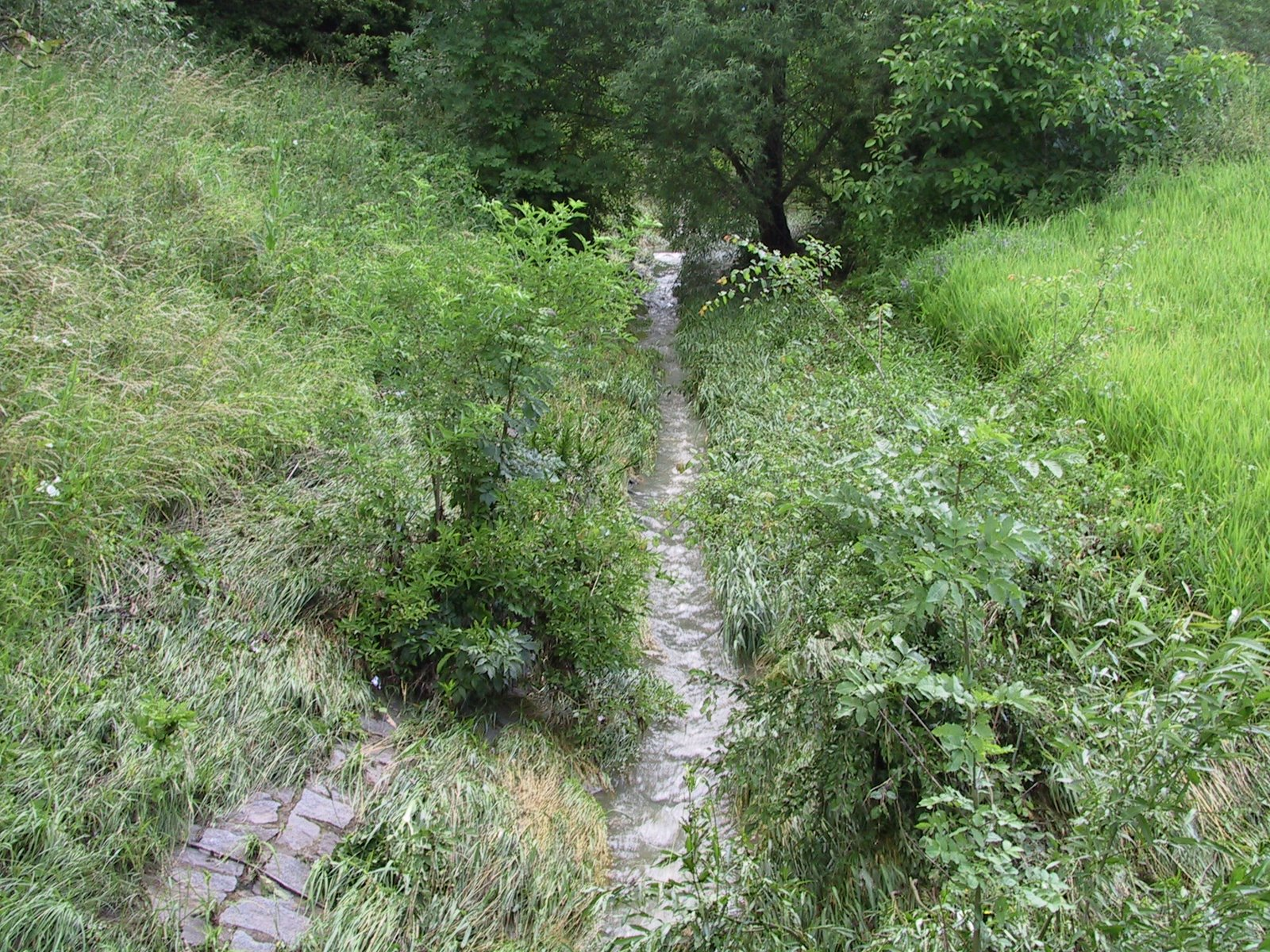
Košíkovský potok – normální stav vody
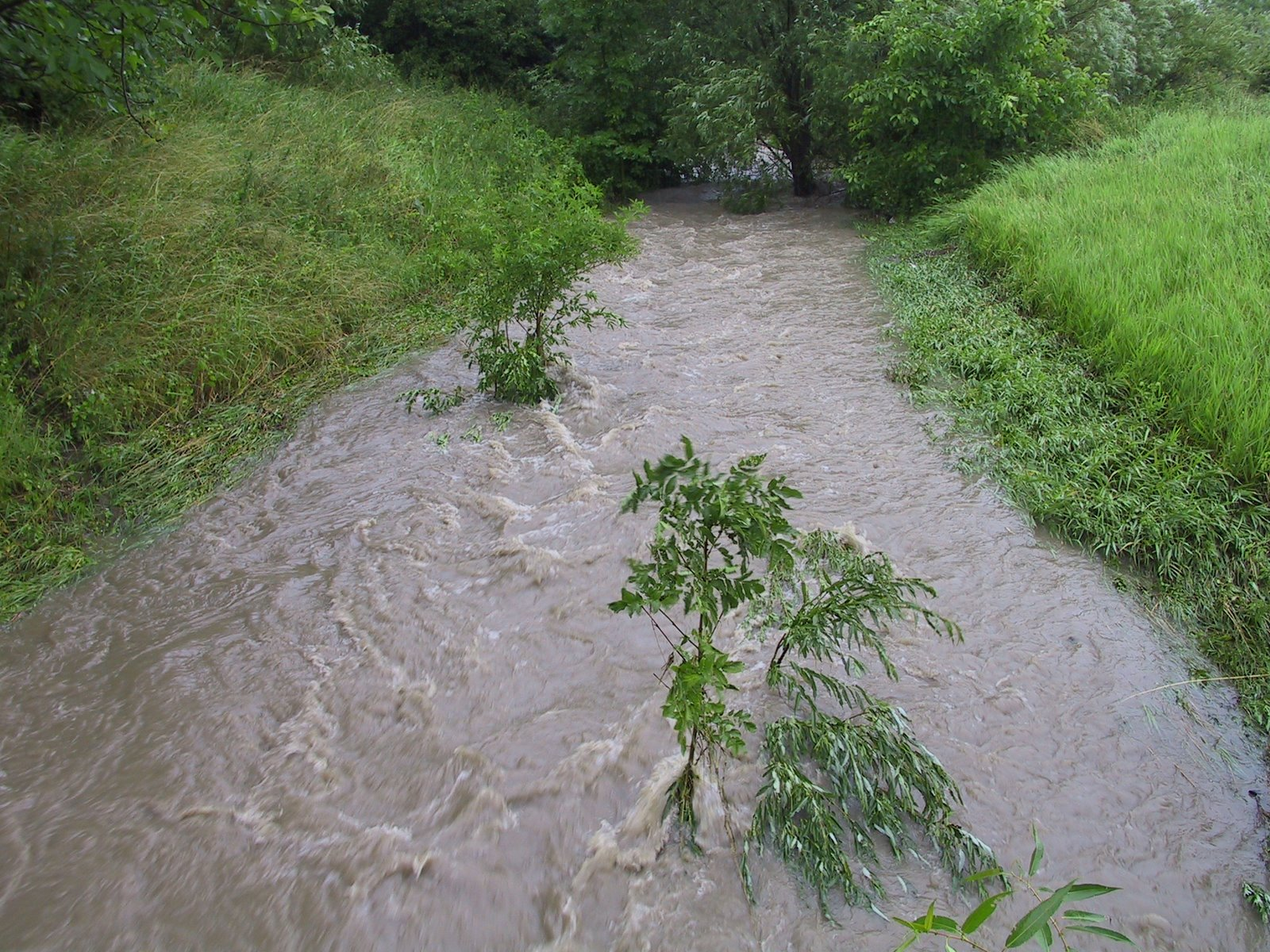
Košíkovský potok – zvýšená hladina při bouřce
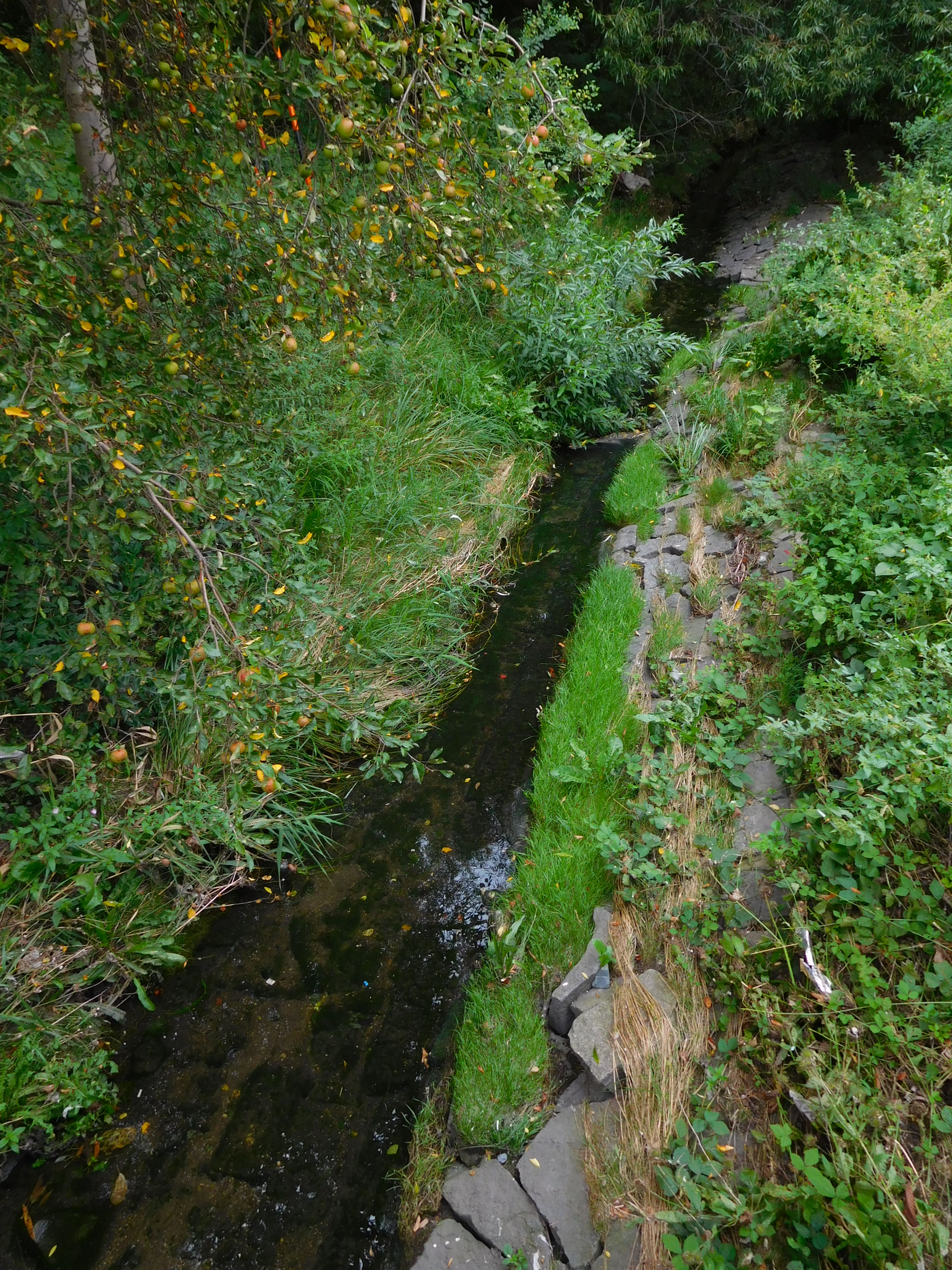
Košíkovský potok na Chodovci